# Agenda 21
L'Agenda 21 è un ampio e articolato programma di azione scaturito dalla Conferenza sull'ambiente e lo sviluppo delle Nazioni Unite o Summit della Terra, tenutosi a Rio de Janeiro nel 1992. Esso costituisce una sorta di manuale per raggiungere uno sviluppo sostenibile  "da qui al XXI secolo".

## Storia
Le Nazioni Unite, nel 1987, tramite il rapporto Our Common Future hanno introdotto il concetto di "sviluppo sostenibile" ripreso successivamente al summit delle Nazioni Unite tenutosi a Rio de Janeiro nel 1992.
Nel 1997, l'Assemblea generale delle Nazioni Unite tenne una sessione speciale per valutare i progressi dei primi cinque anni dall'approvazione dell'Agenda 21 (Rio+5). L'Assemblea riconobbe il carattere di disparità del progresso e ne identificò i tratti caratteristici, compresa la crescente globalizzazione, che ampliano le disparità di reddito e continuano il deterioramento dell'ambiente. Una nuova risoluzione (S-19/2) dell'Assemblea generale promise nuove azioni. Ne consegue un eccessivo numero di disagi riguardanti le disparità.
Il piano di esecuzione concordato nel Summit mondiale sullo sviluppo sostenibile (Earth Summit 2002 o WSSD) confermò l'impegno delle Nazioni Unite per il pieno adempimento dell'Agenda 21, insieme al raggiungimento degli obiettivi di sviluppo del millennio e ad altri accordi internazionali.

## Caratteristiche
Consiste in una pianificazione completa delle azioni da intraprendere a livello mondiale, nazionale e locale dalle organizzazioni delle Nazioni Unite, dai governi e dalle amministrazioni in ogni area in cui la presenza umana ha impatti sull'ambiente.
La cifra 21 che fa da attributo alla parola Agenda si riferisce al XXI secolo, in quanto temi prioritari di questo programma sono le emergenze climatico-ambientali e socio-economiche che l'inizio del terzo Millennio pone inderogabilmente dinnanzi all'intera umanità.

L'Agenda 21 è quindi un piano d'azione per lo sviluppo sostenibile, da realizzare su scala globale, nazionale e locale con il coinvolgimento più ampio possibile di tutti i portatori di interesse (stakeholders) che operano su un determinato territorio.

### Struttura del programma d'azione
Costituito da 40 capitoli, divisi in 4 parti:
1. dimensione economica e sociale: povertà, sanità, ambiente, aspetti demografici, produzione;
2. conservazione e gestione delle risorse: atmosfera, foreste, deserti, montagne, acqua, prodotti chimici, rifiuti;
3. rafforzamento del ruolo dei gruppi più significativi: donne, giovani, anziani, Ong, agricoltori, sindacati, settori produttivi, comunità scientifica;
4. mezzi di esecuzione del programma: strumenti scientifici, formazione, informazione, cooperazione internazionale, strumenti finanziari, strumenti giuridici.

### Concetti chiave dell'Agenda 21
- Corresponsabilizzazione - Cittadini, amministrazioni e portatori di interesse devono essere sensibilizzati sul proprio ruolo strategico nella realizzazione di uno sviluppo realmente sostenibile. Quindi: azione sinergica tra politica – mondo produttivo – comportamento dei singoli. I principi alla base del processo di Agenda 21

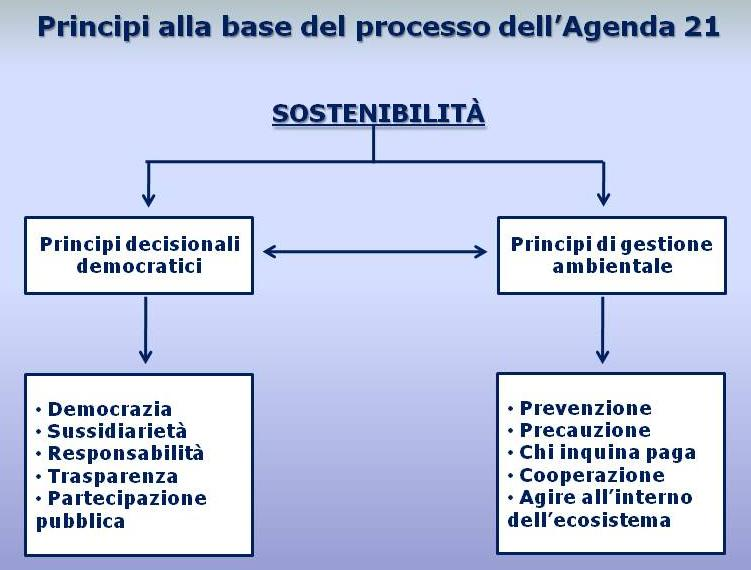
I principi alla base del processo di Agenda 21

- Miglioramento continuo - Monitoraggio delle varie fasi del processo affinché vengano continuamente ricalibrate per raggiungere i migliori risultati possibili.
- Governance - Passaggio da un'ottica impositiva ad una partecipativa, flessibile ed aperta alle varie componenti sociali.
- Trasversalità - Inserimento del concetto di sostenibilità in tutte le politiche di settore.
- Visione condivisa - Costruzione di uno scenario comune di sviluppo sostenibile di una comunità, condiviso dal più ampio numero di stakeholders.
- Partenariato - Creazione di partnership fondate su un nuovo modo di intendere il rapporto pubblico-privato, per la concreta realizzazione di azioni concertate per lo sviluppo sostenibile.

## L'attuazione
La Commissione sullo sviluppo sostenibile ha il ruolo di supervisione e controllo sullo sviluppo sostenibile, ed ha avuto il ruolo di commissione preliminare per gli incontri e le sessioni sull'esecuzione dell'Agenda 21.
La Divisione per lo sviluppo sostenibile delle Nazioni Unite ha il ruolo di segretariato per la Commissione, e lavora all'interno del contesto dell'Agenda 21. L'esecuzione da parte degli stati membri è volontaria.

## Agenda 21 Locale:pensare globalmente, agire localmente
È un processo partecipativo e democratico che, nella sua definizione ed attuazione, coinvolge tutti i settori; è altresì un processo di definizione degli obiettivi ambientali e di costruzione delle condizioni per metterli in pratica: consenso, interesse, sinergie, risorse umane e finanziarie.

L'esecuzione dell'Agenda 21 è stata quindi programmata per includere interventi a livello internazionale, nazionale, regionale e locale. In alcuni Stati le autorità locali hanno preso iniziative per la realizzazione del piano localmente, i Local Agenda 21, come raccomandato nel capitolo 28 del documento: 
Attraverso la consultazione e la costruzione di consenso, le autorità locali possono imparare dalla comunità locale e dalle imprese e possono acquisire le informazioni necessarie per la formulazione delle migliori strategie.
Il processo di consultazione può aumentare la consapevolezza ambientale delle famiglie.
I programmi, le politiche e le leggi assunte dall'amministrazione locale potrebbero essere valutate e modificate sulla base dei nuovi piani locali così adottati.
Queste strategie possono essere utilizzate anche per supportare le proposte di finanziamento locale, regionale ed internazionale»